# Władysławin
Władysławin (prononciation : [vwadɨˈswavin]) est un village polonais de la gmina de Żółkiewka dans le powiat de Krasnystaw de la voïvodie de Lublin dans l'est de la Pologne.

## Histoire
Durant la Seconde Guerre mondiale, le 23 juillet 1944, pour se venger de l'assassinat d'un officier SS, le village de Władysławin, avec à proximité celui de Chłaniów, ont été brûlés par la Légion d'auto-défense ukrainienne. Dans l'ensemble, 44 résidents sont morts dans les deux villages. Un des officiers ordonnant l'attaque aurait été Michael Karkoc, qui est en 2013 vivant ouvertement dans le Minnesota aux États-Unis
De 1975 à 1998, le village est attaché administrativement à la Voïvodie de Zamość.

Depuis 1999, il fait partie de la nouvelle voïvodie de Lublin.